# Powiat Landsberg am Lech
Powiat Landsberg am Lech (niem. Landkreis Landsberg am Lech) – powiat w Niemczech, w kraju związkowym Bawaria, w rejencji Górna Bawaria, w regionie Monachium.
Siedzibą powiatu Landsberg am Lech jest miasto Landsberg am Lech.

## Podział administracyjny
W skład powiatu Landsberg am Lech wchodzi:
- jedna gmina miejska (Stadt)
- dwie gminy targowe (Markt)
- 28 gmin wiejskich (Gemeinde)
- siedem wspólnot administracyjnych (Verwaltungsgemeinschaft)
- jeden obszar wolny administracyjnie (gemeindefreies Gebiet)

Miasta:
| Lp. | Nazwa miasta      | Ludność (31.12.2011) | Powierzchnia km² |
| --- | ----------------- | -------------------- | ---------------- |
| 1   | Landsberg am Lech | 28.408               | 57,89            |

Gminy targowe:
| Lp. | Nazwa gminy targowej | Ludność (31.12.2011) | Powierzchnia km² |
| --- | -------------------- | -------------------- | ---------------- |
| 1   | Dießen am Ammersee   | 10.266               | 82,64            |
| 2   | Kaufering            | 9.897                | 17,70            |

Gminy wiejskie:
| Lp. | Nazwa gminy           | Ludność (31.12.2011) | Powierzchnia km² |
| --- | --------------------- | -------------------- | ---------------- |
| 1   | Apfeldorf             | 1.088                | 12,31            |
| 2   | Denklingen            | 2.548                | 56,76            |
| 3   | Eching am Ammersee    | 1.681                | 6,15             |
| 4   | Egling an der Paar    | 2.272                | 20,77            |
| 5   | Eresing               | 1.841                | 14,22            |
| 6   | Finning               | 1.661                | 23,33            |
| 7   | Fuchstal              | 3.502                | 39,73            |
| 8   | Geltendorf            | 5.586                | 34,81            |
| 9   | Greifenberg           | 2.154                | 8,21             |
| 10  | Hofstetten            | 1.805                | 17,02            |
| 11  | Hurlach               | 1.663                | 17,15            |
| 12  | Igling                | 2.370                | 26,73            |
| 13  | Kinsau                | 1.034                | 11,44            |
| 14  | Obermeitingen         | 1.601                | 9,93             |
| 15  | Penzing               | 3.609                | 33,79            |
| 16  | Prittriching          | 2.409                | 25,37            |
| 17  | Pürgen                | 3.340                | 21,99            |
| 18  | Reichling             | 1.569                | 23,27            |
| 19  | Rott                  | 1.499                | 19,73            |
| 20  | Scheuring             | 1.855                | 21,35            |
| 21  | Schondorf am Ammersee | 3.983                | 6,56             |
| 22  | Schwifting            | 895                  | 11,45            |
| 23  | Thaining              | 919                  | 8,70             |
| 24  | Unterdießen           | 1.358                | 12,79            |
| 25  | Utting am Ammersee    | 4.365                | 19,01            |
| 26  | Vilgertshofen         | 2.531                | 27,14            |
| 27  | Weil                  | 3.792                | 44,48            |
| 28  | Windach               | 3.714                | 24,85            |

Wspólnoty administracyjne:
| Lp. | Nazwa wspólnoty administracyjnej | Ludność (31.12.2011) | Powierzchnia km² | Liczba gmin |
| --- | -------------------------------- | -------------------- | ---------------- | ----------- |
| 1   | Fuchstal                         | 4.860                | 52,52            | 2           |
| 2   | Igling                           | 5.634                | 53,43            | 3           |
| 3   | Prittriching                     | 4.264                | 46,62            | 2           |
| 4   | Pürgen                           | 6.040                | 50,46            | 3           |
| 5   | Reichling                        | 8.640                | 102,53           | 6           |
| 6   | Schondorf am Ammersee            | 7.818                | 20,92            | 3           |
| 7   | Windach                          | 7.216                | 62,37            | 3           |

Obszary wolne administracyjnie:
| Lp. | Nazwa obszaru | Ludność (31.12.2011) | Powierzchnia km² |
| --- | ------------- | -------------------- | ---------------- |
| 1   | Ammersee      | niezamieszkany       | 47,42            |

## Demografia
Dane o ludności z 31 grudnia 2008:
| Opis                                | Ogółem  | Ogółem | Kobiety | Kobiety | Mężczyźni | Mężczyźni |
| ----------------------------------- | ------- | ------ | ------- | ------- | --------- | --------- |
| Jednostka                           | osób    | %      | osób    | %       | osób      | %         |
| Populacja                           | 113 739 | 100    | 57 039  | 50,15   | 56 700    | 49,85     |
| Wiek przedprodukcyjny (0–17 lat)    | 22 926  | 20,16  | 11 240  | 9,88    | 11 686    | 10,27     |
| Wiek produkcyjny (18–65 lat)        | 70 790  | 62,24  | 34 720  | 30,53   | 36 070    | 31,71     |
| Wiek poprodukcyjny (powyżej 65 lat) | 20 023  | 17,6   | 11 079  | 9,74    | 8944      | 7,86      |

## Polityka

### Landrat
- 1945-1958: Otto Gerbl (CSU)
- 1958-1984: Bernhard Müller-Hahl (CSU)
- 1984-2002: Erwin Filser (CSU)
- od 2002: Walter Eichner (CSU))

### Kreistag
|                          |                          | 2002   | 2002    | 2002   | 2008   | 2008   | 2008   |
| miejsca                  | %                        | głosy  | miejsca | %      | głosy  |        |        |
| ------------------------ | ------------------------ | ------ | ------- | ------ | ------ | ------ | ------ |
|                          | CSU                      | 30     | 48,0%   | 23376  | 27     | 43,5%  | 21 620 |
|                          | SPD                      | 11     | 17,9%   | 8 728  | 8      | 13,8%  | 6 851  |
|                          | Zieloni/AL               | 5      | 8,4%    | 4 118  | 8      | 13,5%  | 6 734  |
|                          | FW                       | 5      | 8,8%    | 4 311  | 6      | 9,7%   | 4 823  |
|                          | UBV                      | 4      | 6,4%    | 3 096  | 4      | 7,3%   | 3 631  |
|                          | BP                       | 2      | 4,7%    | 2 301  | 3      | 5,7%   | 2 814  |
|                          | ödp                      | 2      | 1,9%    | 1406   | 2      | 3,0%   | 1 488  |
|                          | FDP                      | 1      | 1,8%    | 888    | 2      | 3,5%   | 1 746  |
|                          | BAL                      | 0      | 1,0%    | 509    | -      | -      | -      |
|                          |                          | 60     | 100%    | 48 733 | 60     | 100%   | 49 707 |
| uprawnieni do głosowania | uprawnieni do głosowania | 79 445 | 79 445  | 79 445 | 85 649 | 85 649 | 85 649 |
| głosy ważne              | głosy ważne              | 48 733 | 48 733  | 48 733 | 49 707 | 49 707 | 49 707 |
| głosy nieważne           | głosy nieważne           | 2 041  | 2 041   | 2 041  | 2 216  | 2 216  | 2 216  |
| frekwencja               | frekwencja               | 63,9%  | 63,9%   | 63,9%  | 60,6%  | 60,6%  | 60,6%  |